# Parlamentswahl in Algerien 2012

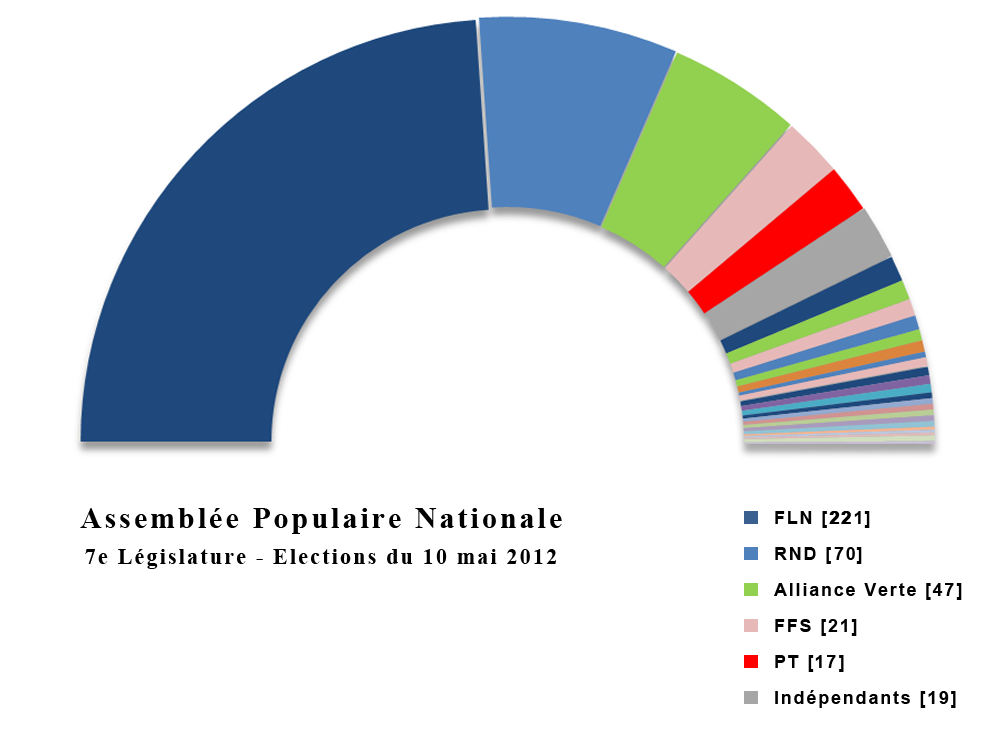
Zusammensetzung des neuen Parlaments

Eine Parlamentswahl wurde in Algerien am 10. Mai 2012 abgehalten. Die Wahl zur Nationalen Volksversammlung fand im Windschatten des in Algerien weitgehend beendeten Arabischen Frühlings statt, wobei seit der Unterdrückung der Unruhen ab 2010 eine freie Wahl wie in Marokko oder Tunesien nicht erwartet wurde.
Zum ersten Mal entschied sich die oppositionelle Front Sozialistischer Kräfte, die Wahlen nicht zu boykottieren. Die islamistischen Parteien drohten mit „Konsequenzen“, falls sie nicht zum Wahlsieger erklärt werden würden.

## Beobachter
Die algerische Regierung erklärte, dass sie ausländische Wahlbeobachter zulassen werde. Die Beobachter würden das Carter Center, das National Democratic Institute und andere Nichtregierungsorganisationen aus der Europäischen Union und der Arabischen Liga mit einschließen.

## Teilnehmende Parteien
Bei der Wahl traten 44 mit 25.800 Kandidaten (18.153 Männer, 7.647 Frauen) an.
| Partei | Partei                                        | Ausprägung                               | Führungsperson                         | Ergebnis 2007                      |
| ------ | --------------------------------------------- | ---------------------------------------- | -------------------------------------- | ---------------------------------- |
|        | Gesellschaftsbewegung für den Frieden (Hamas) | Islamismus (Muslimbrüder)                | Bouguerra Soltani                      | 9,6 % der Stimmen 52 Abgeordnete   |
|        | Nationale Befreiungsfront oder „FLN“          | Sozialismus, Nationalismus               | Abdelaziz Bouteflika (Staatspräsident) | 23,0 % der Stimmen 136 Abgeordnete |
|        | Nationale Demokratische Sammlung              | Liberalismus                             | Ahmed Ouyahia (Ministerpräsident)      | 10,3 % der Stimmen 61 Abgeordnete  |
|        | Arbeiterpartei                                | Trotzkismus                              | Louisa Hanoune                         | 5,1 % der Stimmen 26 Abgeordnete   |
|        | Islamische Bewegung der Wiedergeburt (Nahda)  | gemäßigter Islamismus (Muslimbrüder)     | Fateh Rabiaï                           | 3,4 % der Stimmen 5 Abgeordnete    |
|        | Front Sozialistischer Kräfte                  | Sozialliberalismus, Berber-Nationalismus | Hocine Aït Ahmed                       | boykottiert 0 Abgeordnete          |
|        | Algerische Nationalfront                      | Nationalkonservatismus                   | Farida Haddouche                       | 4,2 % der Stimmen 13 Abgeordnete   |
|        | Bewegung für Nationale Reform (Islah)         | Islamismus                               | Abdellah Dschaballah                   | 2,5 % der Stimmen 3 Abgeordnete    |
|        | Demokratische und Soziale Bewegung            | Sozialismus                              | El Hachemi Chérif                      | 0,9 % der Stimmen 1 Abgeordneter   |

## Wahlergebnis
27 Parteien schafften den Einzug ins Parlament. Der Frauenanteil betrug 31,6 %. 

Wahlbeteiligung nach Provinz

| Partei | Partei                                                    | Stimmen    | Anteil   | +/-      | Sitze                     | +/- | Anteil Sitze |
| ------ | --------------------------------------------------------- | ---------- | -------- | -------- | ------------------------- | --- | ------------ |
|        | Nationale Befreiungsfront (FLN)                           | 1.324.363  | 17,35 %  | −5,63 %p | 221 (darunter 68 Frauen)  | +85 | 47,8 %       |
|        | Nationale Demokratische Sammlung (RND)                    | 524.027    | 6,86 %   | −3,47 %p | 70 (darunter 23 Frauen)   | +9  | 15,2 %       |
|        | Allianz Grünes Algerien (Hamas—Nahda—Islah)               | 475.049    | 6,22 %   | −9,34 %p | 47 (darunter 15 Frauen)   | −13 | 10,2 %       |
|        | Front Sozialistischer Kräfte (FFS)                        | 188.275    | 2,47 %   | +2,47 %p | 21 (darunter 7 Frauen)    | +21 | 4,5 %        |
|        | Arbeiterpartei (PT)                                       | 283.585    | 3,71 %   | −1,37 %p | 17 (darunter 10 Frauen)   | −9  | 3,7 %        |
|        | Unabhängige                                               | 671.190    | 8,79 %   | −1,04 %p | 19 (darunter 5 Frauen)    | −14 | 4,1 %        |
|        | Front National Algérien (FNA)                             | 198.544    | 2,60 %   | −1,58 %p | 9 (darunter 3 Frauen)     | −4  | 1,9 %        |
|        | Gerechtigkeitspartei (Addala)                             | 232.676    | 3,05 %   | +3,05 %p | 7 (darunter 1 Frau)       | +7  | 1,5 %        |
|        | Algerische Volksbewegung (MPA)                            | 165.600    | 2,17 %   | +2,17 %p | 6 (darunter 2 Frauen)     | +6  | 1,3 %        |
|        | Neue Dämmerung (Nouvelle Aube)                            | 132.492    | 1,74 %   | +1,74 %p | 5 (darunter 1 Frau)       | +5  | 1,1 %        |
|        | Front des Wandels (FC)                                    | 173.981    | 2,28 %   | +2,28 %p | 4 (darunter 1 Frau)       | +4  | 0,9 %        |
|        | Nationale Partei für Solidarität und Entwicklung (PNSD)   | 114.372    | 1,50 %   | −0,58 %p | 4 (darunter 1 Frau)       | +2  | 0,9 %        |
|        | Algerische Sammlung (RA)                                  | 117.549    | 1,54 %   | −0,21 %p | 4 (darunter 1 Frau)       | +3  | 0,9 %        |
|        | Ahd 54                                                    | 120.201    | 1,57 %   | −0,69 %p | 3                         | +1  | 0,6 %        |
|        | Union Demokratischer und Sozialer Kräfte (Al Itihad)      | 114.481    | 1,50 %   | +1,50 %p | 3 (darunter 2 Frauen)     | +3  | 0,6 %        |
|        | Nationale Republikanische Allianz (ANR)                   | 109.331    | 1,43 %   | −0,78 %p | 3 (darunter 1 Frau)       | −1  | 0,6 %        |
|        | Nationale Front für Soziale Gerechtigkeit (FNJS)          | 140.223    | 1,84 %   | +1,84 %p | 3                         | +3  | 0,6 %        |
|        | Zukunftsfront (FM)                                        | 174.708    | 2,29 %   | +2,29 %p | 2                         | +2  | 0,4 %        |
|        | Nationale Bewegung der Hoffnung (MNE)                     | 119.253    | 1,56 %   | −0,17 %p | 2                         | 0   | 0,4 %        |
|        | Republikanische Patriotische Sammlung (RPR)               | 114.651    | 1,50 %   | +0,03 %p | 2 (darunter 1 Frau)       | 0   | 0,4 %        |
|        | Bewegung Freier Bürger (MCL)                              | 115.631    | 1,51 %   | +1,51 %p | 2 (darunter 1 Frau)       | +2  | 0,4 %        |
|        | Jugendpartei (PJ)                                         | 102.663    | 1,34 %   | +1,34 %p | 2 (darunter 1 Frau)       | +2  | 0,4 %        |
|        | Algerische Partei des Lichts (PED)                        | 48.943     | 0,64 %   | +0,64 %p | 2 (darunter 1 Frau)       | +2  | 0,4 %        |
|        | Partei der Würde (Dignité)                                | 129.427    | 1,70 %   | +1,70 %p | 1 (darunter 1 Frau)       | +1  | 0,2 %        |
|        | Partei der Algerischen Erneuerung (PRA)                   | 111.218    | 1,46 %   | −0,34 %p | 1                         | −3  | 0,2 %        |
|        | El-Infitah-Bewegung (Infitah)                             | 116.384    | 1,52 %   | −0,99 %p | 1                         | −2  | 0,2 %        |
|        | Nationale Front der Unabhängigen für Verständigung (FNIC) | 107.833    | 1,41 %   | −0,55 %p | 1                         | −2  | 0,2 %        |
|        | Nationaldemokratische Front (FND)                         | 101.643    | 1,33 %   | −0,05 %p | 1                         | 0   | 0,2 %        |
|        | Sammlung für Kultur und Demokratie (RCD)                  | (Boykott)  | 0,00 %   | −3,36 %p | 0                         | −19 | 0,0 %        |
|        | Andere                                                    | 1.306.656  | 17,12 %  |          | 0                         | −22 | 0,0 %        |
|        | Gültige Stimmen                                           | 7.634.979  | 100,00 % |          | -                         | -   | -            |
|        | Ungültige Stimmen                                         | 1.704.047  | 18,25 %  |          | -                         | -   | -            |
|        | Gesamt                                                    | 9.339.026  | 100,00 % |          | 462 (darunter 147 Frauen) | +73 | 100,0 %      |
|        | Registrierte Wähler und Wahlbeteiligung                   | 21.645.841 | 43,14 %  | +7,49 %p | -                         | -   | -            |